# Берсум
Берсум (њем. Börßum) општина је у њемачкој савезној држави Доња Саксонија. Једно је од 37 општинских средишта округа Волфенбител. Према процјени из 2010. у општини је живјело 2.218 становника. Посједује регионалну шифру (AGS) 3158003.

## Географски и демографски подаци
Берсум се налази у савезној држави Доња Саксонија у округу Волфенбител. Општина се налази на надморској висини од 88 метара. Површина општине износи 14,8 km². У самом мјесту је, према процјени из 2010. године, живјело 2.218 становника. Просјечна густина становништва износи 150 становника/km².